# Kill Bill
Kill Bill (v anglickém originále Kill Bill Vol. 1) je film scenáristy a režiséra Quentina Tarantina, na který navazuje další snímek Kill Bill 2. Film je rozdělen do pěti kapitol s tím, že kapitoly nejsou řazeny chronologicky.

## Děj
Kill Bill je příběh profesionální vražedkyně pojmenované „Nevěsta“ pracující u zabijáckého komanda. Po zjištění, že je těhotná s Billem, hlavou organizace, od komanda uteče. Den před svatbou v El Pasu ji Bill najde a s pomocí ostatních členů zmasakrují všechny osoby v oddací síni. Přestože Bill Nevěstu střelí do hlavy, ta přežije a po čtyřech letech se probouzí z kómatu.
Letí do Okinawy, aby jí známý výrobce mečů Hattori Hanzo vyrobil japonský meč. Poté Nevěsta sestaví seznam lidí k zabití.
Po zabití prvních dvou položek na seznamu se vydává za Buddem, bratrem Billa. Ten ji překvapí, střelí brokovnicí (solí, ne broky) a zaživa pohřbí. Budda však černou mambou zabije jednooká Elle Driver, čtvrtá položka na seznamu. Nevěsta se vyprostí z rakve a v souboji oslepí Elle, kterou nechá s hadem v Buddově přívěsu.
Když Nevěsta konečně dorazí do haciendy, kde je ubytován Bill, zjistí, že její dcera, kterou pokládala za mrtvou, žije. Po společné večeři se Nevěsta s Billem utká a porazí ho. Poté opustí haciendu a s dcerou začínají nový život.
| Kapitoly:                                  |
| ------------------------------------------ |
| První Kapitola: (2)                        |
| Druhá Kapitola: Nevěsta krví zbrocená      |
| Třetí Kapitola: Původ O-Ren                |
| Čtvrtá Kapitola: Muž z Okinawy             |
| Pátá Kapitola: Souboj v Domě modrých listů |

### Úvod
Na začátku filmu je vidět Nevěsta v tratolišti krve. Nad ní (mimo záběr) stojí Bill (David Carradine). Nevěsta se mu snaží říct, že dítě, které čeká, je jeho, ale Bill ji v tu chvíli střelí do hlavy.

### Kapitola První: (2)
O čtyři roky později přijíždí Nevěsta k domu Vernity Green (Vivica A. Fox) s krycím jménem Smrtonoš, aby s ní zúčtovala. Lítý souboj se zbraněmi jako např. nůž, pánev nebo pohrabáč přeruší neočekávaný příjezd dcerky (Nikkia Bell) ze školy. Po odchodu Nikki do jejího pokoje pozve Vernita Nevěstu na kávu. Po dalším útoku Nevěsta Vernitu zabije nožem. Až později zjistí, že Nikki vše viděla.

### Kapitola Druhá: Nevěsta krví zbrocená
Návrat do minulosti přibližující rozsah masakru. Šerif Earl McGraw (Michael Parks) zjistí, že Nevěsta je pouze v kómatu a že je jediná přeživší. V nemocnici se ji snaží „dorazit“ jednooká Elle Driver (Daryl Hannah), avšak Bill ji od toho odradí. Zde také Nevěstino tělo prodává bezskrupulózní ošetřovatel, Buck.
Ve chvíli, kdy se Nevěsta po čtyřech letech probudí z kómatu, Buck přivádí nového zákazníka. Nevěsta ho těžce zraní a počká si na Bucka, o němž si nejdříve myslí, že patří k Billovi. Poté si uvědomí, že je to ten, kdo „zajišťoval“ její znásilňování za poplatek. Dveřmi mu rozbije lebku a na nemocničním vozíku se dostane do jeho dodávky, zvané Kundolap. Zde se 13 hodin snaží rozhýbat své nohy.

### Kapitola Třetí: Původ O-Ren
Jak se Nevěsta snaží přivést do končetin život, vzpomíná si na masakr a představuje zde jednu z jejích „vrahů“, O-Ren Ishii (Lucy Liu). Její život je předkládán formou anime. Začíná od vraždy jejích rodičů šéfem Yakuzy jménem Matsumoto a dalším mužem z Yakuzy jménem Riki (pravděpodobně to je Bill). Přísahala, že se Matsumotovi pomstí, a to také udělala. Později se vyšvihla až na vrchol Yakuzy.

### Kapitola Čtvrtá: Muž z Okinawy
Nevěsta se vydává na Okinawu pro japonský meč. Zde nalezne známého výrobce mečů jménem Hattori Hanzo (Sonny Čiba) a požádá ho, aby jí jeden vyrobil. Hattori sice „věci, které zabíjejí“ vyrábět přestal, Nevěsta ho však přemluví, aby svůj slib porušil. Nakonec jí předá ten nejlepší meč, který kdy vyrobil. Nevěsta tedy může započít svoji pomstu.

### Kapitola Pátá: Souboj v Domě modrých listů
Nevěsta sleduje O-Ren až do podniku s názvem „Dům modrých listů“. Zde zajme Sofie Fatale, advokátku O-Ren. O-Ren proti ní vyšle svoji osobní armádu, pojmenovanou Šílená Osmaosmdesátka a svou osobní strážkyni Gogo Yubari. Tato bojová scéna je jednou z nejkrvavějších v celé kinematografii, proto je také celá snímána černobíle.
Po dramatickém souboji na meče Nevěsta konečně zabije O-Ren. Později donutí Sofii, aby jí řekla všechny informace o Zabijáckém Komandu Zmijí a poté ji nechá ležet před nemocnicí, aby mohla Billovi říct o Nevěstiných plánech.
Na konci se Bill Sofie ptá, zda Nevěsta ví, že její dcera je stále naživu.

## Herci a role
| Herec           | Role                                       | Krycí jméno – Zabijácké Komando Zmijí              |
| --------------- | ------------------------------------------ | -------------------------------------------------- |
| Uma Thurman     | Nevěsta, Beatrix Kiddo, Arlene Machiavelli | Černá mamba (Black Mamba)                          |
| David Carradine | Bill                                       | Zaříkávač hadů (Snake Charmer)                     |
| Vivica A. Fox   | Vernita Green, Jeanie Bell                 | Smrtonoš (Copperhead)                              |
| Lucy Liu        | O-Ren Ishii                                | Korálovec (Cottonmouth)                            |
| Michael Madsen  | Budd                                       | Chřestýš (Sidewinder)                              |
| Daryl Hannah    | Elle Driver                                | Kalifornský horský had (California Mountain Snake) |
| Sonny Čiba      | Hattori Hanzo                              | -                                                  |
| Chiaki Kuriyama | Gogo Yubari                                | -                                                  |
| Julie Dreyfus   | Sofie Fatale                               | -                                                  |
| Gordon Liu      | Johnny Mo                                  | -                                                  |
| Michael Parks   | Earl McGraw                                | -                                                  |

## Posloupnost kapitol
Společně s kapitolami druhého filmu.
| Filmová posloupnost:                          | Chronologická posloupnost:                    |
| --------------------------------------------- | --------------------------------------------- |
| První Kapitola: (2)                           | Třetí Kapitola: Původ O-Ren                   |
| Druhá Kapitola: Nevěsta krví zbrocená         | Osmá Kapitola: Krutá výuka Pai Meie           |
| Třetí Kapitola: Původ O-Ren                   | Šestá Kapitola: Masakr u Two Pines            |
| Čtvrtá Kapitola: Muž z Okinawy                | Druhá Kapitola: Nevěsta krví zbrocená         |
| Pátá Kapitola: Souboj v Domě modrých listů    | Čtvrtá Kapitola: Muž z Okinawy                |
| Šestá Kapitola: Masakr u Two Pines            | Pátá Kapitola: Souboj v Domě modrých listů    |
| Sedmá Kapitola: Osamělý hrob Pauly Schultzové | První Kapitola: (2)                           |
| Osmá Kapitola: Krutá výuka Pai Meie           | Sedmá Kapitola: Osamělý hrob Pauly Schultzové |
| Devátá Kapitola: ELLE a Já                    | Devátá Kapitola: ELLE a Já                    |
| Poslední Kapitola: Tváří v Tvář               | Poslední Kapitola: Tváří v Tvář               |

## Rozpočet a příjmy filmu
Rozpočet pro oba díly filmu činil 60 milionů dolarů (kromě marketingu a distribuce).
První díl filmu měl v USA premiéru 10. října 2003 a hrubý příjem v USA činil 70 099 000 dolarů, ve zbytku světa pak přibližně 110 850 000 dolarů, celkově tedy 180 949 000 dolarů.

## Ocenění
Snímek byl nominován na Zlatý glóbus. Uma Thurman získala ocenění za Nejlepší herečku.